# Tullio Piacentini
Tullio Piacentini (Roma, 1º agosto 1919 – Annemasse, 22 gennaio 2005) è stato un regista, sceneggiatore e giornalista italiano.

## Biografia
Nel mondo del cinema è conosciuto per essere stato il regista di tre film musicarelli del 1965: 008 operazione ritmo, Questi pazzi, pazzi italiani e Viale della canzone.
Questi film vennero realizzati per il lancio promozionale di cantanti all'epoca emergenti: Gianni Morandi, Luigi Tenco, Bobby Solo, Gabriella Ferri, Peppino Di Capri, Pino Donaggio e altri.
Di tutti e tre i film è stato anche sceneggiatore, oltre che regista e produttore.
Nella cinematografia dell'immediato dopoguerra, per la sua attività di distributore, Piacentini ha importato e distribuito nelle sale italiane numerose pellicole provenienti dai paesi dell'Est, tra le quali La corazzata Potëmkin.
È stato il distributore in esclusiva per l'Italia del primo film western ideato e prodotto in Italia: Buffalo Bill a Roma, rievocante la sconfitta di Buffalo Bill contro i mandriani della capitale.
Fu uno dei maggiori gestori di sale cinematografiche del centro Italia, fino a quando unì il suo circuito con quello di Giovanni Amati.
Fu anche scrittore, giornalista e sceneggiatore. Ritiratosi a vita privata, muore nel 2005. A partire dal 2010 è stata creata la Mostra del Cinema di Subiaco - Memorial Tullio Piacentini, insignita nel 2010 e nel 2011 del Premio del Presidente della Repubblica Giorgio Napolitano. In questa cittadina della provincia di Roma, nel 1967, Piacentini aveva prodotto il film musicale Passeggiando per Subiaco con i debuttanti Patty Pravo, Lucio Dalla, Mal e i Primitives.

## Filmografia

### Regia, sceneggiatore e produttore
- 008 operazione ritmo (1965)
- Questi pazzi, pazzi italiani (1965)
- Viale della canzone (1965)
- Passeggiando per Subiaco (1967) (inedito)